# كيني ساترفيلد
كيني ساترفيلد (بالإنجليزية: Kenny Satterfield)‏ مواليد 10 أبريل 1981 في نيويورك، نيويورك، هو لاعب كرة سلة أمريكي معتزل. بدأ مسيرته الاحترافية في سنة 2001. تم اختياره من قبل فريق دالاس مافيريكس خلال الدرافت. يبلغ طوله 6 قدم 2 بوصة (1.9 م). اعتزل اللعب في 2012.

## المسيرة الاحترافية
لعب مع دنفر ناغتس من سنة 2001 إلى 2003، ثم لعب مع فيلادلفيا سفنتي سيكسرز في موسم 2002–03 ، ثم لعب مع ليموج سي إس بي في الدوري الفرنسي في سنة 2003، ثم لعب مع الحكمة اللبناني في موسم 2004–2005، ثم لعب مع الحكمة اللبناني في موسم 2005–2006.

## روابط خارجية
- كيني ساترفيلد على موقع إن بي أي (الإنجليزية)
- كيني ساترفيلد على موقع سبورتس رفرنس (الإنجليزية)
- كيني ساترفيلد على موقع كرة السلة الأوروبية.كوم (الإنجليزية)
- كيني ساترفيلد على موقع كلية كرة السلة في سبورتس رفرنس.كوم (الإنجليزية)
- كيني ساترفيلد على موقع ريلجم (الإنجليزية)
- كيني ساترفيلد على موقع بروبوليرز (الإنجليزية)
- كيني ساترفيلد على موقع سبورتس رفرنس (الإنجليزية)
- كيني ساترفيلد على موقع سبورتس رفرنس (الإنجليزية)